# Diga di Murtaza
La diga di Murtaza è una diga della Turchia. Si trova nella provincia di Niğde.